# Galvinella
Galvinella is een geslacht van weekdieren uit de klasse van de Gastropoda (slakken).

## Soorten
- Galvinella antarctica Eliot, 1907 (taxon inquirendum)

Niet geaccepteerde soort:
- Galvinella glacialis Thiele, 1912 → Eubranchus glacialis (Thiele, 1912)